# Aston Villa Football Club 1995-1996
Questa voce raccoglie le informazioni riguardanti l'Aston Villa Football Club nelle competizioni ufficiali della stagione 1995-1996.

## Maglie e sponsor
Lo sponsor tecnico per la stagione 1995-1996 è Reebok, mentre lo sponsor ufficiale è AST Computer.
| Casa |

## Rosa
La rosa e la numerazione sono aggiornate al 5 maggio 1996.
| N. |                                | Ruolo | Calciatore               |
| -- | ------------------------------ | ----- | ------------------------ |
| 1  | Australia (bandiera)           | P     | Mark Bosnich             |
| 2  | Inghilterra (bandiera)         | D     | Gary Charles             |
| 3  | Irlanda (bandiera)             | D     | Steve Staunton           |
| 4  | Inghilterra (bandiera)         | D     | Gareth Southgate         |
| 5  | Irlanda (bandiera)             | D     | Paul McGrath             |
| 6  | Inghilterra (bandiera)         | D     | Carl Tiler               |
| 7  | Inghilterra (bandiera)         | C     | Ian Taylor               |
| 8  | Inghilterra (bandiera)         | C     | Mark Draper              |
| 9  | Serbia e Montenegro (bandiera) | A     | Savo Milošević           |
| 10 | Inghilterra (bandiera)         | A     | Tommy Johnson            |
| 11 | Irlanda (bandiera)             | C     | Andy Townsend (capitano) |
| 12 | Inghilterra (bandiera)         | D     | Phil King                |

| N. |                              | Ruolo | Calciatore       |
| -- | ---------------------------- | ----- | ---------------- |
| 13 | Inghilterra (bandiera)       | P     | Nigel Spink      |
| 14 | Inghilterra (bandiera)       | D     | Alan Wright      |
| 15 | Inghilterra (bandiera)       | C     | Lee Hendrie      |
| 16 | Inghilterra (bandiera)       | D     | Ugo Ehiogu       |
| 18 | Trinidad e Tobago (bandiera) | A     | Dwight Yorke     |
| 19 | Irlanda (bandiera)           | C     | Gareth Farrelly  |
| 20 | Inghilterra (bandiera)       | D     | Riccardo Scimeca |
| 21 | Scozia (bandiera)            | D     | Paul Browne      |
| 23 | Inghilterra (bandiera)       | A     | Neil Davis       |
| 24 | Scozia (bandiera)            | C     | Scott Murray     |
| 26 | Inghilterra (bandiera)       | A     | Julian Joachim   |
| 30 | Inghilterra (bandiera)       | P     | Michael Oakes    |

## Risultati

### FA Premier League
| Arbitro: | Hart (Darlington) |

|                                 |           |             |
| Taylor 14’ Draper 27’ Yorke 37’ | Marcatori | 84’ Beckham |

| Arbitro: | Dunn (Gloucestershire) |

|  |           |            |
|  | Marcatori | 69’ Ehiogu |

| Arbitro: | Gallagher (Banbury) |

|                    |           |  |
| Speed 3’ White 88’ | Marcatori |  |

| Arbitro: | Jones (Loughborough) |

|           |           |  |
| Yorke 75’ | Marcatori |  |

| Arbitro: | Dilkes (Mossley) |

|             |           |               |
| Shearer 52’ | Marcatori | 33’ Milošević |

| Arbitro: | Elleray (Harrow on the Hill) |

|                      |           |  |
| Draper 7’ Taylor 47’ | Marcatori |  |

| Arbitro: | Danson (Leicester) |

|              |           |            |
| Townsend 68’ | Marcatori | 87’ Lyttle |

| Arbitro: | Wilkie |

|  |           |                             |
|  | Marcatori | 1’ Yorke 84’, 87’ Milosevic |

| Arbitro: | Dunn (Gloucestershire) |

|  |           |          |
|  | Marcatori | 72’ Wise |

| Arbitro: | Hart (Darlington) |

|                       |           |  |
| Merson 47’ Wright 78’ | Marcatori |  |

| Arbitro: | Burge |

|           |           |  |
| Yorke 76’ | Marcatori |  |

| Arbitro: | Jones |

|           |           |                                          |
| Dicks 85’ | Marcatori | 34’, 89’ Milosevic 49’ Johnson 55’ Yorke |

| Arbitro: | Lodge (Barnsley) |

|             |           |               |
| Johnson 22’ | Marcatori | 58’ Ferdinand |

| Arbitro: | Elleray (Harrow on the Hill) |

|  |           |             |
|  | Marcatori | 30’ Johnson |

| Arbitro: | Ashby |

|               |           |  |
| Kinkladze 85’ | Marcatori |  |

| Arbitro: | Winter (Stockton-on-Tees) |

|           |           |           |
| Yorke 65’ | Marcatori | 60’ Platt |

| Arbitro: | Durkin |

|           |           |           |
| Stone 82’ | Marcatori | 47’ Yorke |

| Arbitro: | Alcock |

|                                     |           |            |
| Johnson 12’ Milosevic 48’, 63’, 80’ | Marcatori | 54’ Dublin |

| Arbitro: | Wilkie |

|            |           |  |
| Gallen 54’ | Marcatori |  |

| Arbitro: | Dilkes |

|  |           |                          |
|  | Marcatori | 61’ Collymore 65’ Fowler |

| Arbitro: | Elleray (Harrow on the Hill) |

|                                 |           |                 |
| Milosevic 61’, 62’ Townsend 75’ | Marcatori | 8’, 63’ Blinker |

| Arbitro: | Bodenham |

|  |           |                        |
|  | Marcatori | 22’ Wright 40’ Johnson |

| Manchester 13 gennaio 1996, ore BST 23ª giornata | Manchester Utd | 0 – 0 referto | Aston Villa | Old Trafford (42.667 spett.)\| Arbitro: \| Willard \| |
| Arbitro:                                         | Willard        |               |             |                                                       |

| Arbitro: | Poll |

|                       |           |         |
| McGrath 23’ Yorke 79’ | Marcatori | 26’ Fox |

| Arbitro: | Hart |

|                           |           |  |
| Yorke 11’, 23’ Wright 62’ | Marcatori |  |

| Arbitro: | Ashby |

|  |           |                |
|  | Marcatori | 40’, 53’ Yorke |

| Arbitro: | Lodge |

|                           |           |  |
| Joachim 55’ Southgate 71’ | Marcatori |  |

| Arbitro: | Winter (Stockton-on-Tees) |

|                              |           |                                     |
| Goodman 10’, 47’ Harford 90’ | Marcatori | 30’ Reeves 48’ Yorke 57’ Cunningham |

| Arbitro: | Cooper |

|                            |           |  |
| McManaman 2’ Fowler 5’, 8’ | Marcatori |  |

| Arbitro: | Wilkie |

|                                        |           |                       |
| Milosevic 18’ Yorke 65’, 80’ Yates 82’ | Marcatori | 50’ Dichio 59’ Gallen |

| Arbitro: | Jones |

|                           |           |  |
| Whittingham 58’ Hirst 87’ | Marcatori |  |

| Birmingham 19 marzo 1996, ore BST 32ª giornata | Aston Villa | 0 – 0 referto | Middlesbrough | Villa Park (23.933 spett.)\| Arbitro: \| Alcock \| |
| Arbitro:                                       | Alcock      |               |               |                                                    |

| Arbitro: | Dunn (Gloucestershire) |

|             |           |            |
| McGrath 27’ | Marcatori | 85’ Cottee |

| Arbitro: | Poll (Tring) |

|            |           |                         |
| Spencer 6’ | Marcatori | 39’ Milošević 59’ Yorke |

| Arbitro: | Danson |

|                                  |           |  |
| Taylor 64’ Charles 78’ Yorke 82’ | Marcatori |  |

| Arbitro: | Bodenham (Looe) |

|               |           |  |
| Ferdinand 64’ | Marcatori |  |

| Arbitro: | Elleray (Harrow on the Hill) |

|  |           |           |
|  | Marcatori | 70’ Lomas |

| Arbitro: | Hart |

|               |           |  |
| Parkinson 78’ | Marcatori |  |

### Football League Cup
| Arbitro: | Hart (Darlington) |

|                                    |           |  |
| Milošević 20’ Taylor 55’ Yorke 89’ | Marcatori |  |

## Statistiche

### Statistiche di squadra
| Competizione        | Punti | In casa | In casa | In casa | In casa | In casa | In casa | In trasferta | In trasferta | In trasferta | In trasferta | In trasferta | In trasferta | Totale | Totale | Totale | Totale | Totale | Totale | DR  |
| Competizione        | Punti | G       | V       | N       | P       | Gf      | Gs      | G            | V            | N            | P            | Gf           | Gs           | G      | V      | N      | P      | Gf     | Gs     | DR  |
| ------------------- | ----- | ------- | ------- | ------- | ------- | ------- | ------- | ------------ | ------------ | ------------ | ------------ | ------------ | ------------ | ------ | ------ | ------ | ------ | ------ | ------ | --- |
| FA Premier League   | 63    | 19      | 11      | 5       | 3       | 32      | 15      | 19           | 7            | 4            | 8            | 20           | 20           | 38     | 18     | 9      | 11     | 52     | 35     | +17 |
| FA Cup              | -     | -       | -       | -       | -       | -       | -       | -            | -            | -            | -            | -            | -            | -      | -      | -      | -      | -      | -      |     |
| Football League Cup | -     | -       | -       | -       | -       | -       | -       | -            | -            | -            | -            | -            | -            | -      | -      | -      | -      | -      | -      |     |
| Totale              | -     | 19      | 11      | 5       | 3       | 32      | 15      | 19           | 7            | 4            | 8            | 20           | 20           | 38     | 18     | 9      | 11     | 52     | 35     | +17 |